# Gotra
Gotra (Sanskrit, n., गोत्र gotra) ist ein indischer Verwandtschaftsbegriff und am besten mit „Clan“ oder „Lineage“ zu übersetzen. Das Gotra-System wurde bereits gegen Ende der vedischen Epoche (900–500 v. Chr.) von indischen Brahmanen beschrieben, kommt jedoch nicht nur bei Brahmanen vor. Es bezeichnet ein patrilineares System von exogamen Clans, die sich auf einen gemeinsamen Urahn beziehen, von dem sie auch ihren Namen erhalten (vergleichbar der römischen Gens).

## Bedeutung
Ein Gotra ist die ganze Gruppe von Personen, die von einem gemeinsamen der folgenden Stammväter abstammen: bei den Brahmanen sind es die sieben Rishis (Seher) Jamadagni, Gautama, Bharadvaja, Atri, Vishvamitra, Kashyapa, Vasishtha und Agastya, andere Gruppen zählen mythische Herrscher bzw. Krieger oder Kaufleute zu ihren Vorfahren. Heirat zwischen Mitgliedern desselben Gotras ist strengstens verboten. Die Frau erhält bei der Geburt das Gotra ihres Vaters, das sie bei der Hochzeit wieder abgibt, um das ihres Mannes anzunehmen, womit sie strenggenommen nicht mehr als Verwandte ihrer Eltern gilt.
Auch im Buddhismus und Jainismus finden wir Gotra, wobei die Definition jedoch zum Teil von der des Hinduismus abweicht. Der weitläufig bekannteste Gotra-Name ist der des Buddha: Gautama (vergleiche Siddhartha Gautama, der gegenwärtige Buddha).

## Gotras im Rigveda
Das Wort gotra taucht im Rigveda bereits mehrmals auf, nicht aber im Sinne von „Clan“ oder „Familie“, sondern mit der etymologischen Bedeutung „Vieh-, Rinderstall“. Unklar ist, ob sich die „Clan“-Bedeutung, die in der Brahmana-Periode (um 800–500 v. Chr.) üblich wurde, über den Bedeutungsumweg „Herde“ hiervon abgeleitet hat oder ob wir es mit einem eigenständigen Wort zu tun haben. Den literarischen Nachweis des Heiratsverbots für Mitglieder eines Gotras finden wir jedoch erst in den Sutras.

## Gotras in den Sutras
Hauptinformationsquelle über die Organisation des Gotra-Systems sind Listen von in Klassen eingeteilten Brahmanen-Familien in den Anhängen der rituellen Sutras des Yajurvedas und Rigvedas. Mit den Dharmashastratexten (ab 300 n. Chr.) setzen sich die Gotra-Regeln immer mehr durch und werden ab dem 11. Jahrhundert nahezu obligatorisch. Viele Werke werden verfasst, in denen die Autoren die verschiedenen Quellen aus den einzelnen Sutras zusammenführen und diese erläutern. Alle Texte aus dieser Zeit (die wiederum auf den um ca. 1500 Jahre älteren Sutra-Quellen basieren) sind sich einig, dass es 18 Gotras gibt, die sich aus den ursprünglich acht Hauptgotras entsprechend den acht Urahnen abzweigen. Jedes Gotra ist unterteilt in mehrere ganas, Untergruppen. Gotras und Ganas werden nach ihrer Wichtigkeit geordnet.

## Einführung der Pravaras
Im Laufe der Zeit hat sich die Bedeutung des Wortes Gotra erweitert und wurde auf immer kleinere Untergruppierungen übertragen, so dass es in den späteren brahmanischen Texten sowohl für die exogame Einheit des Clans als auch für Familien und Unterfamilien und sogar den sozialen Status generell verwendet wurde. Durch dieses uneindeutig gewordene Verständnis des Begriffes war nicht mehr ersichtlich, welchem Hauptgotra jemand angehört, eine sichere Klassifizierung zweier Heiratskandidaten nicht mehr möglich. Der Indologe John Brough nimmt an, dass aus diesem Grund von den Brahmanen die pravaras zu Hilfe genommen und neu interpretiert wurden, um als zuverlässigeres Reglement für das Heiratssystem zu fungieren. Pravaras sind Listen von Namen legendärer Vorfahren, unter anderem die bereits genannten Rishis, die als ferne Gründer der Familie angesehen werden. Als Resultat der Einbindung der Pravaras in familiäre Angelegenheiten wurde deren Rezitation Teil des häuslichen Rituals. Viele moderne Brahmanen rezitieren ihre Genealogie dreimal täglich bei den Gebeten im Rahmen des Rituals der Morgendämmerung.

## Heutige Anwendung
Das System findet besonders bei Angehörigen der höheren Kasten weiterhin Anwendung. Besonders in Südindien wird nach der modifizierten Vier-Gotra-Regel verfahren. Hierbei werden vier Gotras bei jedem potenziellen Partner herangezogen: das eigene, das der Mutter (vor ihrer eigenen Hochzeit) und die der beiden Großmütter (ebenfalls vor ihrer Hochzeit). Wenn zwei der acht Gotras identisch sind, darf die Heirat nicht stattfinden.

## Weblink
- Gotra: Indian caste system. In: Encyclopædia Britannica